# Balatonkeresztúr vasútállomás
Balatonkeresztúr vasútállomás egy Somogy vármegyei vasútállomás a Somogyszob–Balatonszentgyörgy-vasútvonalon, Balatonkeresztúr településen. A település lakott területének északnyugati részén helyezkedik el, közúti elérését a 7119-es útból kiágazó 71 318-as számú mellékút biztosítja.
2009. december 13-ától az állomást érintő vasútvonalon nincs személyszállítás.

## Vasútvonalak
Az állomást az alábbi vasútvonalak érintik:
- Somogyszob–Balatonszentgyörgy-vasútvonal

## Kapcsolódó állomások
A vasútállomáshoz az alábbi állomások vannak a legközelebb:
- Balatonújlak megállóhely (Somogyszob vasútállomás, Somogyszob–Balatonszentgyörgy-vasútvonal)
- Balatonmáriafürdő elágazás (Balatonszentgyörgy vasútállomás, Somogyszob–Balatonszentgyörgy-vasútvonal)